# Nikolaus Kraft
Pour les articles homonymes, voir Kraft.
Nikolaus Kraft est un violoncelliste et compositeur autrichien, né le 14 décembre 1778 à Eszterháza en Hongrie et mort le 18 mai 1853 à Vienne en Autriche. Il est le fils du compositeur bohémien Antonín Kraft, qui est également son premier maître puis il étudie sous l'égide de  Jean-Louis Duport à partir de 1801. Son œuvre, pratiquement oubliée aujourd'hui, comporte 4 concertos pour violoncelle, ainsi que plusieurs pièces de musique de chambre, toutes centrées sur son instrument.

## Œuvre
- Fantaisie pour violoncelle et orchestre, op. 1 (1808)
- Polonaise pour violoncelle et orchestre, op. 2 (1809)
- 4 concertos pour violoncelle[2]:
  - Concerto pour violoncelle no 1 en mi mineur, op. 3 (1812)
  - Concerto pour violoncelle no 2 en ré majeur, op. 4 (1813)
  - Concerto pour violoncelle no 3 en la mineur, op. 5 (1819)
  - Concerto pour violoncelle no 4 en la mineur, op. 7 (1819)
- Boléro pour violoncelle et orchestre, op. 6 (1819)
- Pot-pourri « Der Freischütz » pour violoncelle et orchestre en ré mineur, op. 12 (1823)
- Introduction, variations et rondo pour violoncelle et orchestre, op. 13 (1823)
- 9 Divertimentos pour deux violoncelles en sol majeur, op. 14